# Eevi Huttunen
Eevi Huttunen, Pirinen da sposata (Karttula, 23 agosto 1922 – 3 dicembre 2015), è stata una pattinatrice di velocità su ghiaccio finlandese.

## Palmarès

### Olimpiadi invernali
- Bronzo a Squaw Valley 1960 nei 3000 metri

### Campionati mondiali
- Oro a Eskilstuna 1951 nella gara a squadre
- Oro a Eskilstuna 1951 nei 3000 metri
- Oro a Eskilstuna 1951 nei 1000 metri
- Oro a Eskilstuna 1951 nei 5000 metri
- Oro a Lillehammer 1953 nei 5000 metri
- Oro a Ōstersund 1954 nei 5000 metri
- Oro a Imatra 1957 nei 3000 metri
- Oro a Sverdlovsk 1959 nei 3000 metri
- Argento a Turku 1948 nei 5000 metri
- Argento a Eskilstuna 1951 nei 500 metri
- Argento a Kokkola 1952 nei 5000 metri
- Argento a Kuopio 1955 nei 3000 metri
- Argento a Kuopio 1955 nei 5000 metri
- Bronzo a Turku 1948 nei 3000 metri
- Bronzo a Kokkola 1952 nei 3000 metri
- Bronzo a Lillehammer 1953 nei 3000 metri
- Bronzo a Ōstersund 1960 nei 3000 metri